# 최은
최은(1984년 5월 25일 ~ )은 대한민국의 배우이다.

## 학력
- 전남과학대학 모델이벤트학과

## 출연작

### 영화
- 《내가 살인범이다》 (2012년) -  실루엣여인 역
- 《여의도》 (2010년) -  호스티스 역
- 《날아라 펭귄》 (2009년) - 모텔녀 역
- 《해부학 교실》 (2007년) - 부검실 지영 대역
- 《연애, 그 참을 수 없는 가벼움》 (2006년) - 방석집 아가씨 역

### 연극
- 《개인교수》(2014년)
- 《자궁냄새》(2016년)

예능
- 《슈퍼스타K》(참가자)